# The Ultimate Doom
The Ultimate Doom är ett datorspel som utvecklades av id Software och släpptes 1995. Det är en nyutgåva av det ursprungliga spelet Doom från 1993, och inkluderar alla tre episoder från det ursprungliga spelet samt en helt ny episod: "Thy Flesh Consumed".
Spelet fortsätter att följa spelaren, rymdmarinsoldaten Doomguy, som kämpar mot demoniska fiender i en serie labyrintiska nivåer på en marsbas och i helvetet. Med sin 3D-grafik och snabba spelmekanik var The Ultimate Doom banbrytande för genren och har haft ett betydande inflytande på framtida förstapersonsskjutare.